# Gabbadi, Kanakapura
Gabbadi là một làng thuộc tehsil Kanakapura, huyện Ramanagara, bang Karnataka, Ấn Độ.